# Film de operă
Filmul de operă (în franceză Film d'opéra) este un gen cinematografic care transpune pe ecran opere, opere bufe sau opere comice. Filmele de operă sunt opere cinematografice de sine stătătoare, cu drepturi depline de film și trebuie diferențiate radical de spectacolele de operă filmate într-un teatru (operă filmată).

## Istoric
Opera i-a atras și pe marii regizori ai cinematografiei mute: Cecil B. DeMille, în  1915, apoi Ernst Lubitsch, în 1918, a realizat fiecare un film Carmen după opera lui Bizet. De la începuturile cinematografiei cu sonor, marii cineaști și-au manifestat interesul față de filmul de operă. Filmul Opera de trei parale (Die Dreigroschenoper), realizat în 1931 de Pabst (text Bertolt Brecht, muzica Kurt Weill), seamănă mai mult cu o piesă cântată decât cu o operă. Primul film sonor de operă este Mireasa vândută (La Fiancée vendue, 1932), regizat de Max Ophüls după opera lui Smetana. Acest film foarte îndrăzneț, care conține deja toate caracteristicile cinematografiei lui Ophüls, tratează opera originală amestecând părțile cântate cu părți improvizate ale celebrului actor bavarez Karl Valentin. În Germania antebelică s-au produs filme de operă, cu accent pe repertoriul ușor. 
După război, odată cu progresul tehnic al înregistrării sonore, se fac filme de operă în toată Europa. În Franța, Anglia, Italia sau Suedia, s-au realizat filme de operă și în studiourile de televiziune. În Uniunea Sovietică sunt produse filme de prestigiu care ilustrează capodoperele operei naționale: Vera Stroeva realizează fresce puternice pe operele lui Mussorgsky, iar regizorul Roman Tihomirov optează  pentru actori care au vocea dublată de cântăreți de operă, la fel ca mulți regizori din Italia (Aida) și Viena (Fidelio). 
În anul 1975, succesul filmelor Flautul fermecat regizat de Ingmar Bergman și Moise și Aaron realizat de Jean-Marie Straub și Danièle Huillet, au reînnoit interesul pentru filmul de operă. Filmele produse de Gaumont din 1979 au un mare succes datorită ideii de a încredința realizările operelor celebre, unor cineaști de renume (Joseph Losey, Hans-Jürgen Syberberg, Francesco Rosi, Luigi Comencini, Benoît Jacquot etc.). 

## Filme de operă
- 1932 Mireasa vândută (La Fiancée vendue) regia Max Ophüls, operă de Smetana
- 1941 Rigoletto (Il re si diverte), regia Mario Bonnard
- 1944 Pantofiorii țarinei (Черевички), regia Mihail Șapiro și Nadejda Koșeverova
- 1946 Rigoletto, regia Carmine Gallone, operă de Verdi
- 1947 Elixirul dragostei, regia Mario Costa
- 1948 Paiațe (Pagliacci - Amore tragico), regia Mario Costa
- 1950 Nevestele vesele din Windsor (Die Lustigen Weiber von Windsor), regia Georg Wildhagen
- 1953 Cavalleria rusticana regia Carmine Gallone, operă de Pietro Mascagni
- 1954 Boris Godunov regia Vera Stroeva, operă de Musorgski
- 1954 Cio-Cio-San (Madama Butterfly), regia Carmine Gallone, operă de Giacomo Puccini
- 1955 Don Giovanni regia Walter Kolm-Veltée, operă de Wolfgang Amadeus Mozart
- 1956 Fidelio regia Walter Felsenstein, operă de Beethoven
- 1956 La Khovanchtchina regia Vera Stroeva, operă de Musorgski
- 1959 Evgheni Oneghin regia Roman Tihomirov, operă de Ceaikovski, bazat pe romanul în versuri al lui Aleksandr Pușkin
- 1963 Rusalka regia Václav Kaslik, după opera lui Antonín Dvořák
- 1965 La Chauve-souris regia Marcel Bluwal,operă de Johann Strauss
- 1972 Le Barbier de Séville regia Jean-Pierre Ponnelle, operă de Rossini
- 1973 Barbe-bleue (Ritter Blaubart) regia Walter Felsenstein, operă de Offenbach
- 1975 Flautul fermecat regia Ingmar Bergman, operă de Mozart
- 1975 Moïse et Aaron regia J.-M. Straub și D. Huillet, operă de Schönberg
- 1976 Les Noces de Figaro regia Jean-Pierre Ponnelle, operă de Mozart
- 1979 Don Giovanni regia Joseph Losey, operă de Mozart
- 1982 Paiațe (Pagliacci), regia Franco Zeffirelli, operă de Leoncavallo
- 1982 Cavalleria rusticana regia Franco Zeffirelli, operă de Mascagni
- 1982 Parsifal regia Hans-Jürgen Syberberg, operă de Wagner
- 1983 La traviata regia Franco Zeffirelli, operă de Verdi
- 1984 Carmen regia Francesco Rosi, operă de Bizet
- 1986 Othello regia Franco Zeffirelli, operă de Verdi
- 1987 Macbeth regia Claude d'Anna, operă de Verdi
- 1988 La Bohème regia Luigi Comencini, operă de Puccini
- 1989 Boris Godunov regia Andrzej Żuławski, operă de Musorgski
- 1995 Madame Butterfly regia Frédéric Mitterrand, operă de Puccini
- 1997 Du jour au lendemain regia J.-M. Straub și D. Huillet, operă de Schönberg
- 2001 Tosca regia Benoît Jacquot, operă de Puccini
- 2006 Flautul fermecat (La Flûte enchantée) regia Kenneth Branagh, operă de Mozart

## Operă filmată
- 1964 Olandezul zburător (Der fliegende Holländer), regia Joachim Herz
- 1992 Tosca, regia Giuseppe Patroni Griffi, operă de Puccini
- 2000 Traviata la Paris (La traviata a Paris), regia Giuseppe Patroni Griffi, operă de Verdi